# Wernher der Gartenaere
Wernher der Gärtenaere (XIII secolo) è stato uno scrittore tedesco, della regione del Lago di Costanza, bavarese o austriaca. È autore del poema medievale Meier Helmbrecht, un testo che descrive le aspirazioni del figlio di un contadino a diventare cavaliere, attratto dalla vita di saccheggio che gli si sarebbe poi aperta.

## Biografia
Di lui non si sa più nulla: il suo nome suggerisce che potrebbe essere stato giardiniere in un monastero, proprietario di un giardino o di una terra contadina borghese, o più probabilmente (dal nome dell'antico verbo garten: mendicare) un cantante viaggiatore che, a pagamento, interpretava le sue composizioni davanti ad un'assemblea colta.